# Vilar (Baños de Molgas)
Vilar es un lugar situado en la parroquia de Ponte Ambía, del concello de Baños de Molgas, comarca de Allariz-Maceda, en la provincia de Orense, Galicia, España.